# ندوة القانون الأوروبي بأوربينو
ندوة القانون الأوروبي بأوربينو هي دورة صيفية تُنظم كل عام منذ 1959 بواسطة مركز الدراسات القانونية الأوروبية بأوربينو. وتُعقد المحاضرات باللغات الفرنسية والإيطالية والإنجليزية في كلية الحقوق بجامعة أوربينو، من خلال المحاضرين الزائرين القادمين من العديد من الدول الأوروبية، ويتم التركيز على القضايا الراهنة الخاصة بكل من القانون الأوروبي والقانون الدولي الخاص والقانون المقارن والقانون الإيطالي.
عقب انتهاء الندوة، يتم منح المشاركين شهادات كدليل على حضورهم الندوة. واعتمادًا على التخصص المختار والنجاح في الامتحان، يتم منح المشاركين أيضًا دبلومة من كلية حقوق جامعة أوربينو في القانون المقارن أو الدراسات الأوروبية أو الدراسات المتقدمة في القانون الأوروبي أو في الدراسات الأوروبية المتقدمة.

## معلومات تاريخية
قام كل من هنري باتيفول، وفوكيون فرانشيسكاكيس، وأليساندرو ميجليازا، وفرانشيسكو كابوتورتي، وإنريكو بالياري، وجيرماين برويلارد بافتتاح ندوة القانون الأوروبي بأوربينو في الرابع والعشرين من أغسطس عام 1959. وحتى عام 2004، كان كل من كينو و سيمون ديل دوكا هما الراعيين الرئيسيين للندوة. وبدءًا من عام 2009، يتلقى الأساتذة والباحثون في مركز الدراسات القانونية الأوروبية بأوربينو، الأعضاء في مجموعة جاليليو، تمويلاً من مبادرة التعاون العلمي بين فرنسا وإيطاليا، المسماة جاليليو.

## أعضاء هيئة التدريس
منذ إنشاء الندوة، ألقيت نسبة كبيرة من المحاضرات بواسطة الأساتذة، الذين كانوا أيضًا محاضرين ضيوفًا في أكاديمية لاهاي للقانون الدولي : ريكاردو موناكو (لاهاي 1949، 1960، 1968، 1977)، بييرو زيكاردي (1958، 1976)، هنري باتيفول (1959، 1967، 1973)، يوفون لوسوارن (1959، 1973)، ماريو جيوليانو (1960، 1968، 1977)، فوكيون فرانشيسكاكيس (1964)، فريتز شفيند (1966، 1984)، إيجناز زيدل-هوهنفلدرن (1968، 1986)، إدواردو فيتا (1969، 1979)، أليساندرو ميجليازا (1972)، رينيه رودير (1972)،جورجيس دروز (1974، 1991، 1999)، بيير جوتهوت (1981)، إريك جايمي (1982، 1995، 2000)، برنارد أودت (1984، 2003)، ميشيل بيليشيت (1987)، بيير بوريل (1989)، بيير ماير (1989، 2007)، تيتو بالارينو (1990)، هيلين جاودميت-تالون (1991، 2005)، أليجريا بوراس (1994، 2005)، فرانشيسكو كابوتورتي (1995)، برتراند أنسل (1995)، جورجيو ساكيردوتي (1997)، خوسيه كارلوس فرنانديز روزاس (2001)، هوراتيا موير وات (2004)، أندريه بونومي (2007)، داريو مورا فيسنتي (2008)، ماتياس أودت (2012)، كريستيان كولر (2012)، إتيان باتوت (2013).

## وصلات خارجية
- Website of the Urbino European Law Seminar
- Presentation of the 2011 edition of the Urbino European Law Seminar.
- Programme of the 2011 edition of the Urbino European Law Seminar.
- Poster of the 2011 edition of the Urbino European Law Seminar.